# جنگنده نسل چهارم

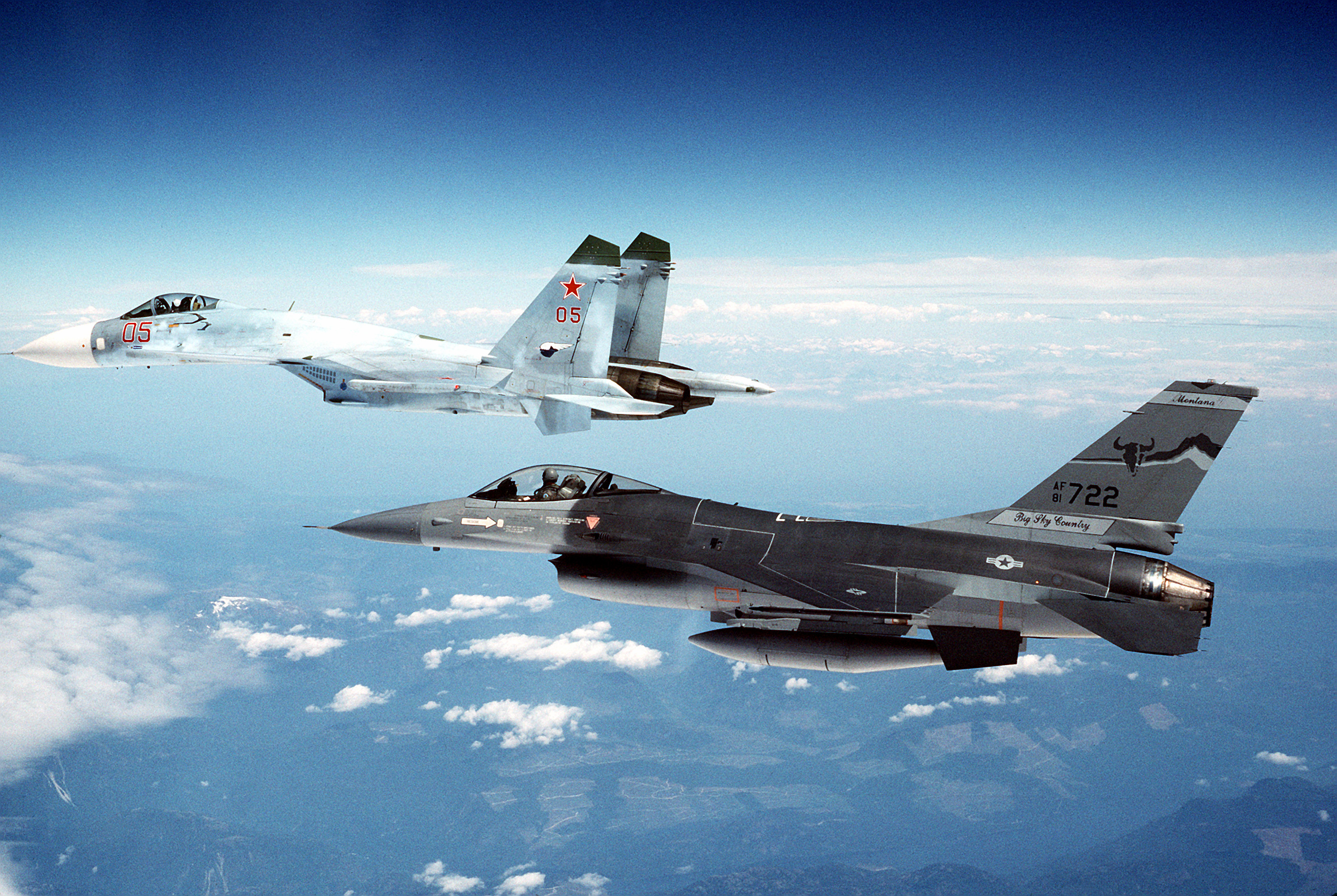
یک فروند اف-۱۶ فایتینگ فالکن متعلق به نیروی هوایی آمریکا در حال اسکورت یک سوخو-۲۷ شوروی

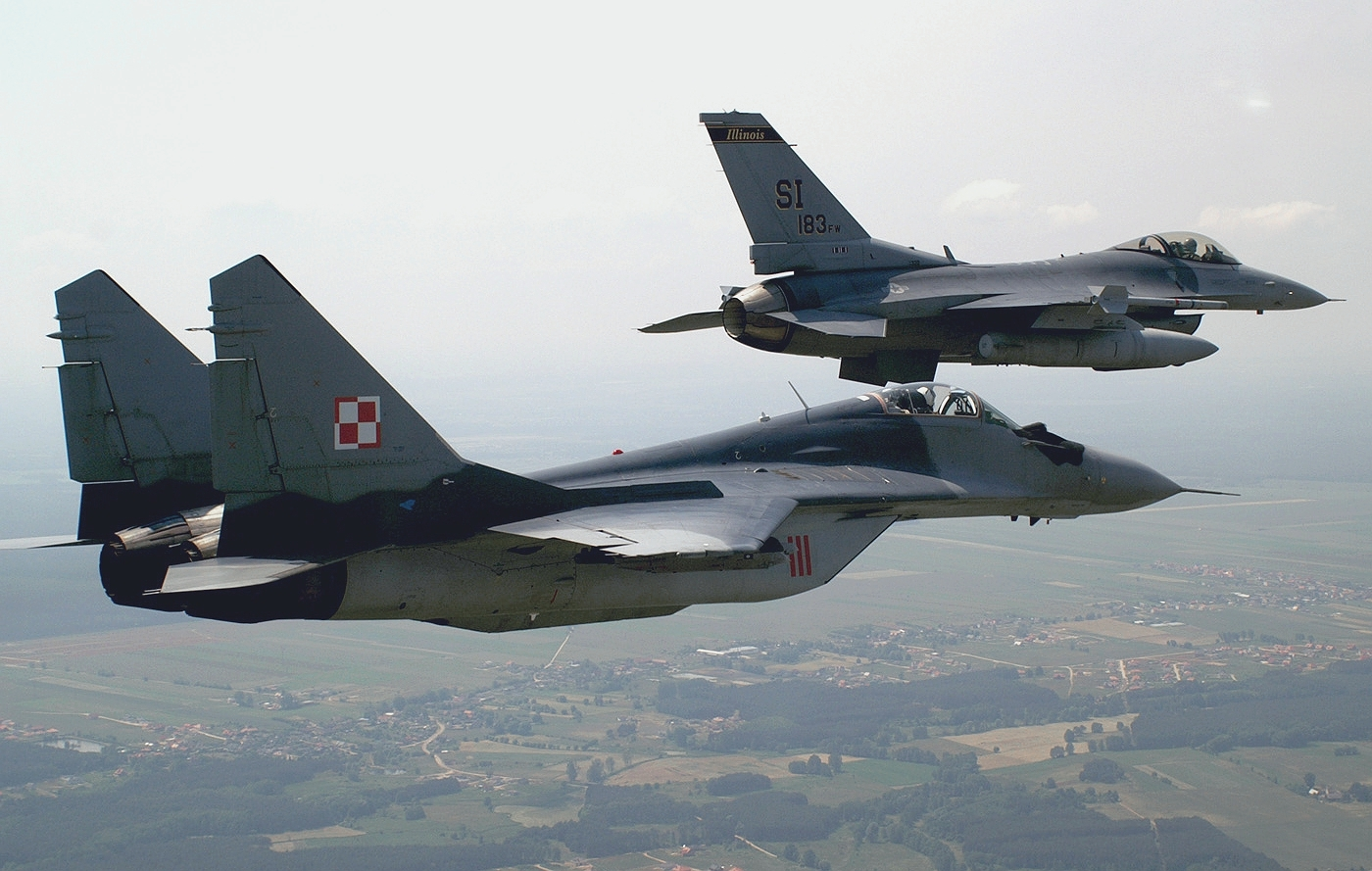
میگ-۲۹ نیروی هوایی لهستان به همراه اف-۱۶ نیروی هوایی آمریکا در لهستان

هواپیماهای جنگنده نسل چهارم، یک رده از هواگردهای جنگنده هستند. این هواگردها تقریباً از سال ۱۹۸۰ تا به امروز در حال خدمت هستند و نمادی از کلیات طراحی جنگنده‌ها در دهه ۱۹۷۰ هستند. طراحی‌های نسل چهارم به شدت تحت تأثیر تجربیات و آموخته‌های تولید و طراحی نسل‌های قبلی هواپیماهای رزمی است. موشک‌های دوربرد هوابه‌هوا که در ابتدا تصور می‌شد داگ‌فایت کردن را منسوخ می‌کنند، تأثیری کمتر از حد انتظار داشته و تأکید بر قابلیت مانورپذیری جنگنده‌ها مجدداً اهمیت یافت. هزینه‌های رو به رشد هواپیماهای نظامی به‌طور کلی و موفقیت آشکار هواپیماهایی مانند اف-۴ فانتوم ۲، باعث محبوبیت جنگنده‌های چندمنظوره در کنار پیشرفت‌های بعدی، منجر به ظهور جنگنده‌های نسل چهارم گردید.
در طول این دوره، با معرفی سامانه کنترل پرواز هواگرد (FLCS) و سیستم هدایت پرواز برقی (FBW یا Fly-by-wire)، میزان مانورپذیری جنگنده‌ها و بهبود و ثبات استاتیکی آن‌ها افزایش یافت. جایگزینی سیستم‌های اویونیک آنالوگ، که برای فعال کردن عملیات هدایت پرواز برقی مورد نیاز بود، به یک نیاز اساسی تبدیل شد و سیستم‌های کامپیوتری آنالوگ قدیمی در نیمهٔ دوم دهه ۱۹۸۰ با سیستم‌های کنترل پرواز دیجیتال جایگزین شدند. پیشرفت بیشتر میکروکامپیوترها در دهه‌های ۱۹۸۰ و ۱۹۹۰، امکان ارتقاء سریع تجهیزات اویونیکی را در طول عمر فعال این جنگنده‌ها فراهم کرد که شامل ارتقاء سیستم‌هایی مانند آرایه اسکن الکترونیکی فعال (AESA) و جستجو و ردیابی فروسرخ (IRST) بود.
با توجه به افزایش چشمگیر قابلیت‌ها در این جنگنده‌های ارتقا یافته و در طراحی‌های جدید دهه ۱۹۹۰، این جنگنده‌ها به جنگنده‌های نسل ۴٫۵ معروف شدند.
ایالات متحده، هواپیماهای جنگنده نسل ۴٫۵ را به‌عنوان جنگنده‌های جت نسل چهارمی که با رادارهای AESA، لینک داده (Data link) با ظرفیت بالا، سیستم‌های اویونیک پیشرفته و «توانایی استقرار و استفاده از تسلیحات پیشرفته فعلی» ارتقا یافته‌اند، تعریف می‌کند. نمونه‌هایی از جنگنده‌های نسل ۴٫۵ عبارت‌اند از سوخو-۳۰ / سوخو-۳۴ / سوخو-۳۵، چنگدو جی-۱۰، میگ-۳۵، کی‌اف-۲۱، یوروفایتر تایفون، داسو رافال، گرومن اف-۱۴ تام‌کت، ساب ۳۹ گریپن، اف/ای-۱۸ سوپر هورنت، اف-۱۵ئی استرایک ایگل، اف-۱۶ فایتینگ فالکن جی‌اف-۱۷ تاندر و میتسوبیشی اف ۲.

## ویژگی‌ها

### کارایی
جنگنده‌های جت برتر نسل سوم (مثلا اف-۴ فانتوم ۲ و میگ-۲۳) در استفاده به‌عنوان هواگرد رهگیر، تنها با تأکید بر قابلیت مانور، طراحی شده بودند. در جنگنده‌های نسل ۴، نیز قدرت مانورپذیری و توانایی داگ‌فایت، اهمیت زیادی پیدا کرد. 

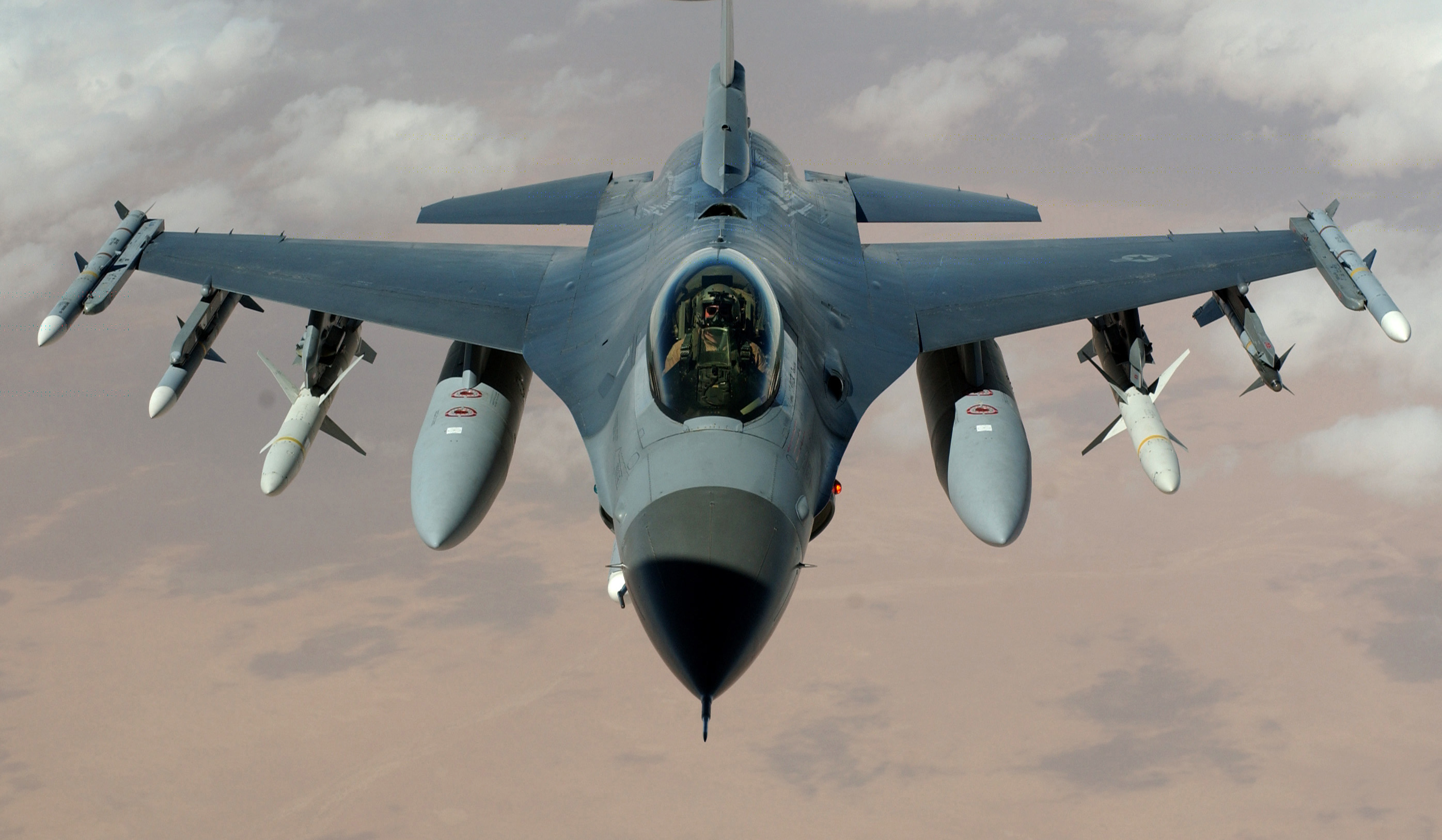
یک اف-۱۶ نیروی هوایی آمریکا در مأموریتی در نزدیکی عراق در سال ۲۰۰۳

### هدایت پرواز برقی

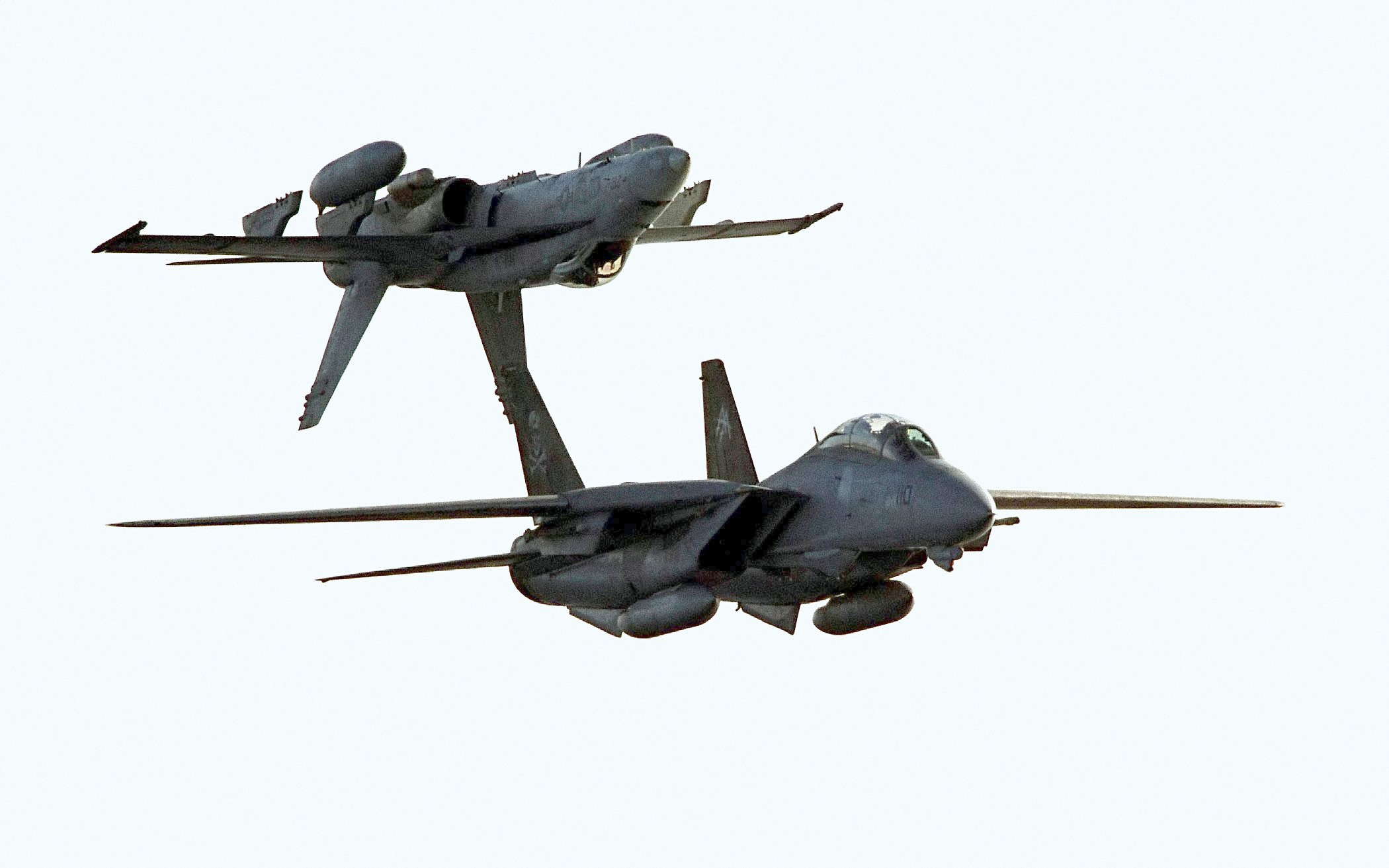
اف-۱۸ معکوس شده بالای یک اف-۱۴ تام‌کت که با کمک سیستم هدایت پرواز برقی امکان‌پذیر شده‌است.

جنگنده‌های نسل چهارم اولیه مانند مک‌دانل داگلاس اف-۱۵ ایگل و گرومن اف-۱۴ تام‌کت، دارای سیستم هیدرولیک پرواز الکترومکانیکی بودند. یکی از ابداعات در جنگنده‌های جت نسل چهارم، هدایت پرواز برقی است.

### جهت‌دهی رانش

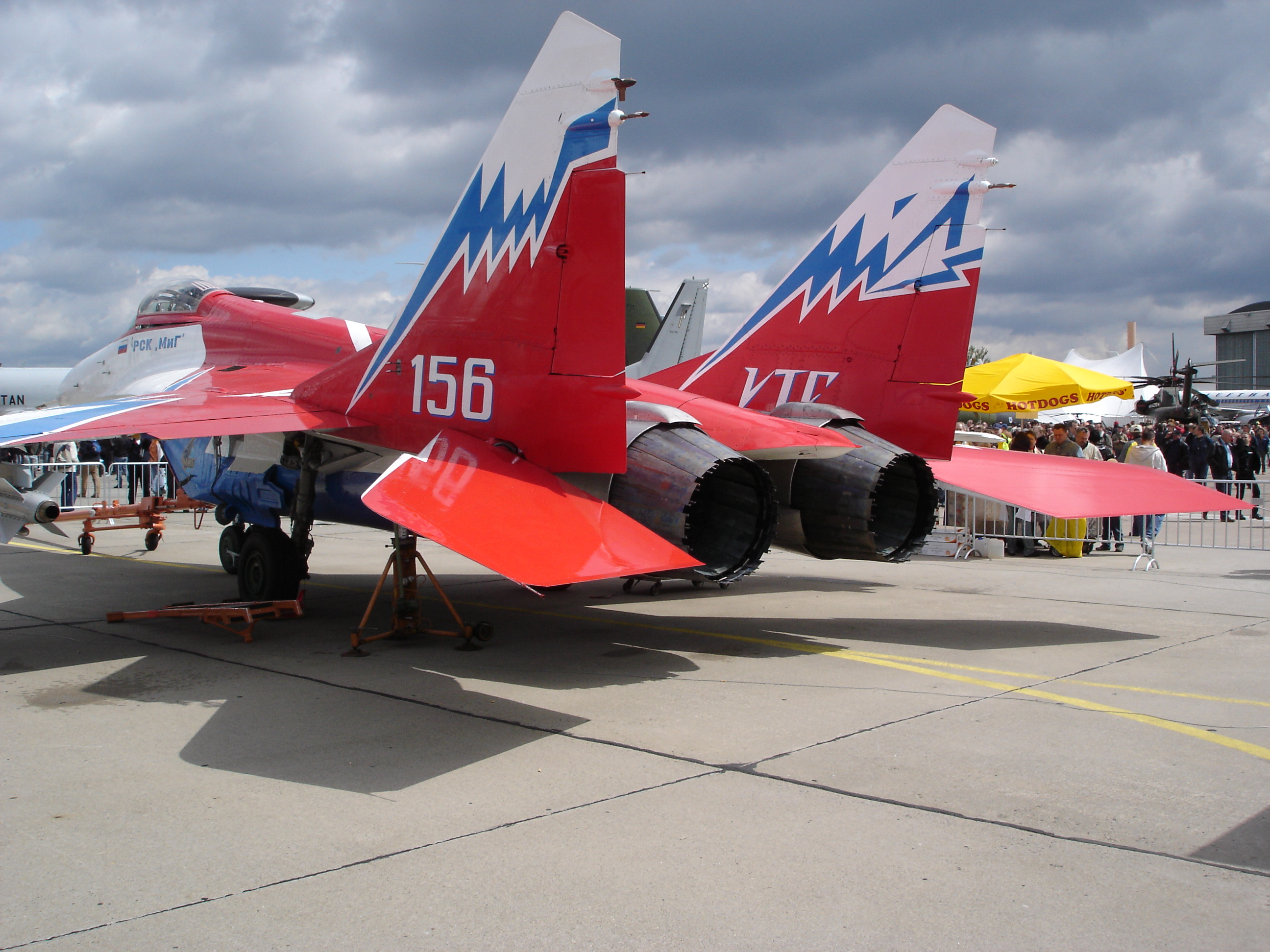
نمایی از موتور یک MiG-29OVT و سیستم جهت‌دهی رانش آن

جهت‌دهی رانش در ابتدا برای هاوکر سیدلی هاریر برای برخاستن و فرود عمودی معرفی شد. این فناوری، در ادامه برای پرواز رو به جلو برای سایر جنگنده‌ها و جهت افزایش مانورپذیری توسعه داده شد. نخستین هواگرد ثابت‌بالکه قابلیت مانور پیشرفته را به این روش نشان داد، سوخو-۲۷ بود و این هواپیما، جهت‌دهی رانش را به‌صورت عمومی به نمایش گذاشت.
هواپیماهای فعلی دارای این قابلیت، مانند اف-۲۲ رپتور، دارای نازل‌هایی در یک جهت هستند. این فناوری بر روی سوخو-۴۷ برگوت و مدل‌های مختلف بعدی آن نصب شده‌است. ایالات متحده نیز در حال بررسی تطبیق این فناوری برای اف-۱۶ و مک‌دانل داگلاس اف-۱۵ اس‌تی‌اوال/ام‌تی‌دی بود، اما تا زمان ورود جنگنده‌های نسل پنجم، آن را معرفی نکرد.

### پرواز ابرپیمایشی

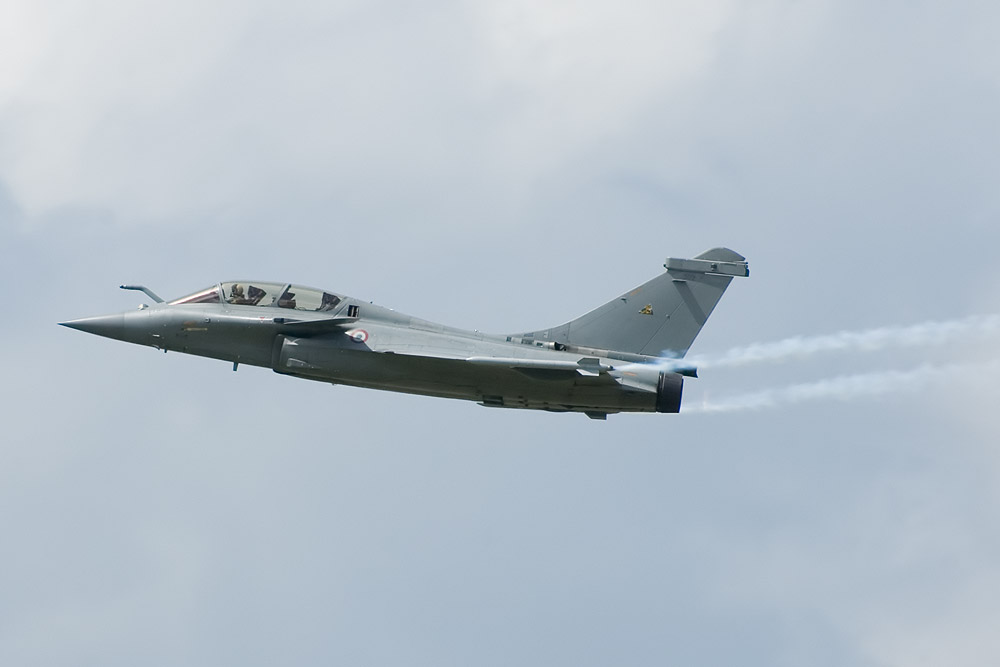
داسو رافال، جنگنده‌ای دارای قابلیت سوپرکروز است.

پرواز ابرپیمایشی یا سوپرکروز، توانایی یک هواپیمای جت برای پرواز با سرعت فراصوت، بدون استفاده از پس‌سوز است.
حفظ سرعت فراصوت، بدون استفاده از پس‌سوز، باعث صرفه‌جویی در مقادیر زیادی سوخت شده و برد و استقامت و پایداری جنگنده را تا حد زیادی افزایش می‌دهد.
یوروفایتر تایفون می‌تواند با سرعت ۱٫۲ ماخ بدون استفاده از پس‌سوز، پرواز کند.

### اویونیک

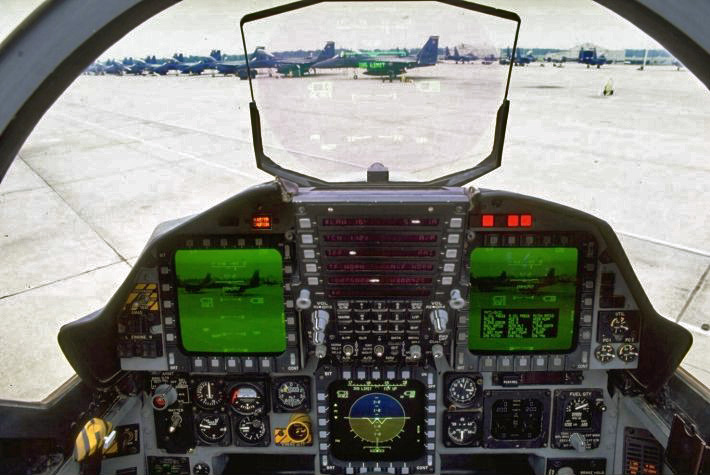
اتاقک خلبان یا کاکپیت جنگنده اف-۱۵ئی استرایک ایگل

با در دسترس قرار گرفتن فناوری‌های جدید، سیستم‌های اویونیک را اغلب می‌توان تعویض کرد و در طول عمر عملیاتی هواپیما ارتقا داد. به‌عنوان مثال، اف-۱۵سی ایگل که اولین بار در سال ۱۹۷۸ تولید شد، در سال ۲۰۰۷ به‌روزرسانی‌هایی مانند رادار AESA و سیستم تعبیه‌شده بر روی کلاه مشترک را دریافت کرد و قرار است که این جنگنده، تا سال ۲۰۴۰ در خدمت نگه داشته شود.

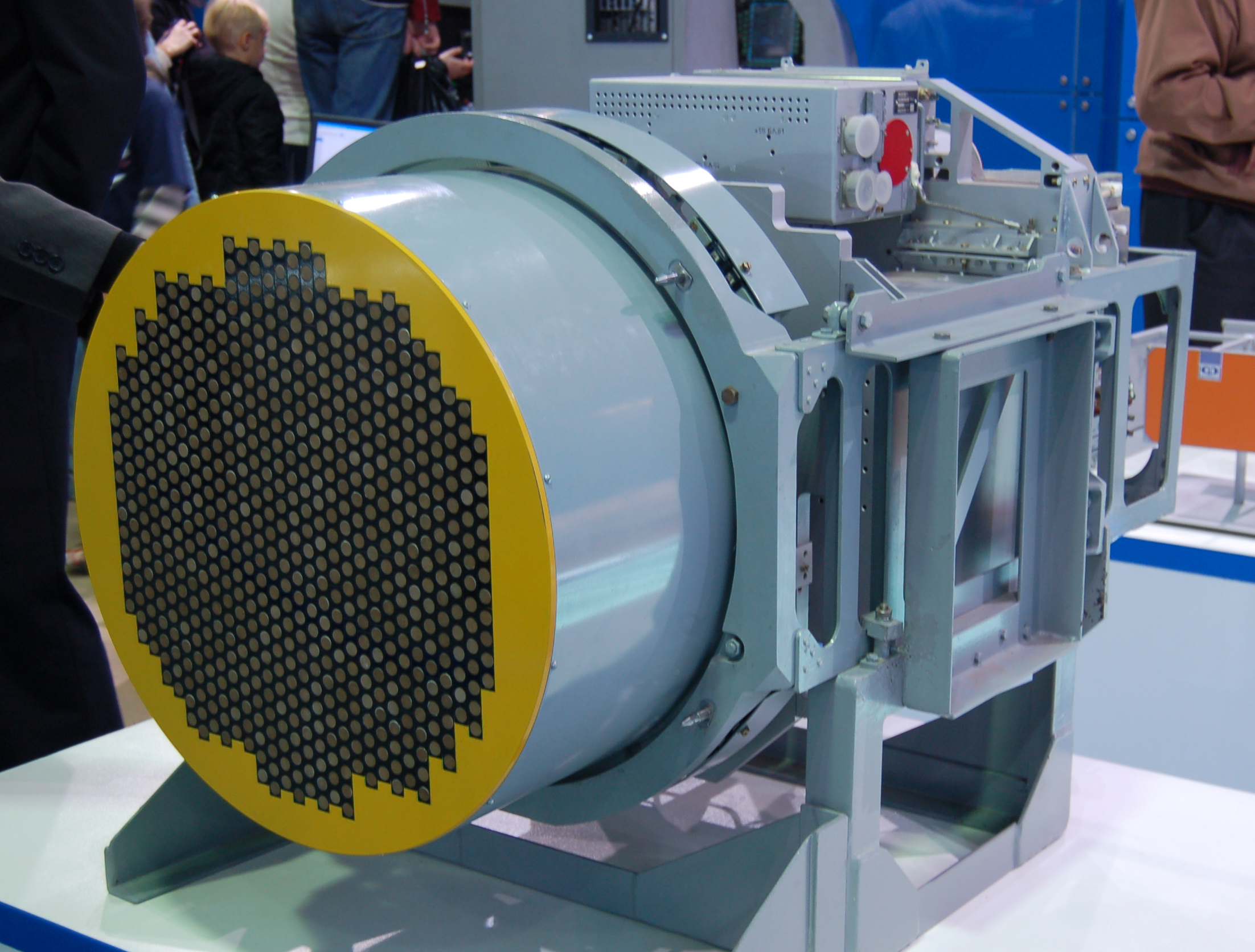
رادار آرایه اسکن الکترونیکی فعال (مدل: Zhuk-AE Active)

سنسور یا حسگر اصلی و پایه‌ای همگی جنگنده‌های مدرن، رادار است. ایالات متحده اولین اف-۱۵سی‌های اصلاح شدهٔ خود را مجهز به رادارهای آرایه اسکن الکترونیکی فعال AN/APG-63(V)2 که فاقد قطعات متحرک هستند و قادر به پرتاب و فرستادن پرتوهای بسیار قوی‌تر و اسکن‌های سریع تر هستند، وارد میدان کرد. این سیستم به سوپر هورنت‌های بلوک ۶۰ (نوع صادراتی) و اف-۱۶ نیز معرفی شد و برای جنگنده‌های آمریکایی آینده مورد استفاده قرار خواهد گرفت.

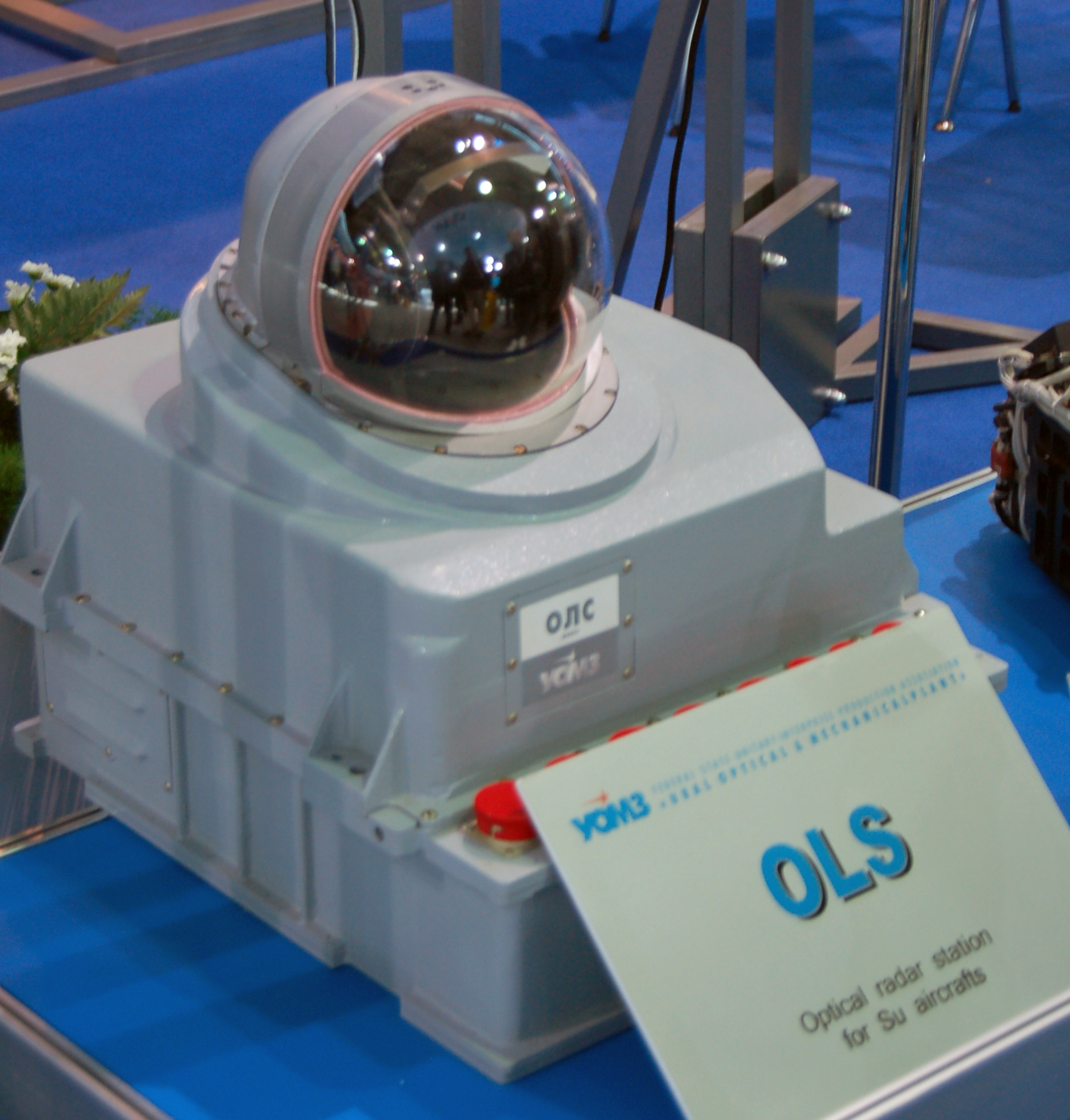
OLS-30 ساخت روسیه، یک دستگاه ترکیبی جستجو و ردیابی فروسرخ / مسافت‌یاب لیزری است.

در پاسخ به تأکید روزافزون آمریکا بر طراحی جنگنده‌های رادارگریز، روسیه به ساخت حسگرهای جایگزین، روی آورد. سیستم جستجو و ردیابی فروسرخ (IRST) برای نخستین بار، در دهه ۱۹۶۰، برای کشف و ردیابی اهداف هوایی، در جنگنده‌های آمریکایی مک‌دانل اف-۱۰۱ وودو و کانویر اف-۱۰۲ دلتا دگر معرفی شد. سنسورهای IRST اکنون در هواپیماهای روسی، استاندارد شده‌اند.

### پنهان‌کاری

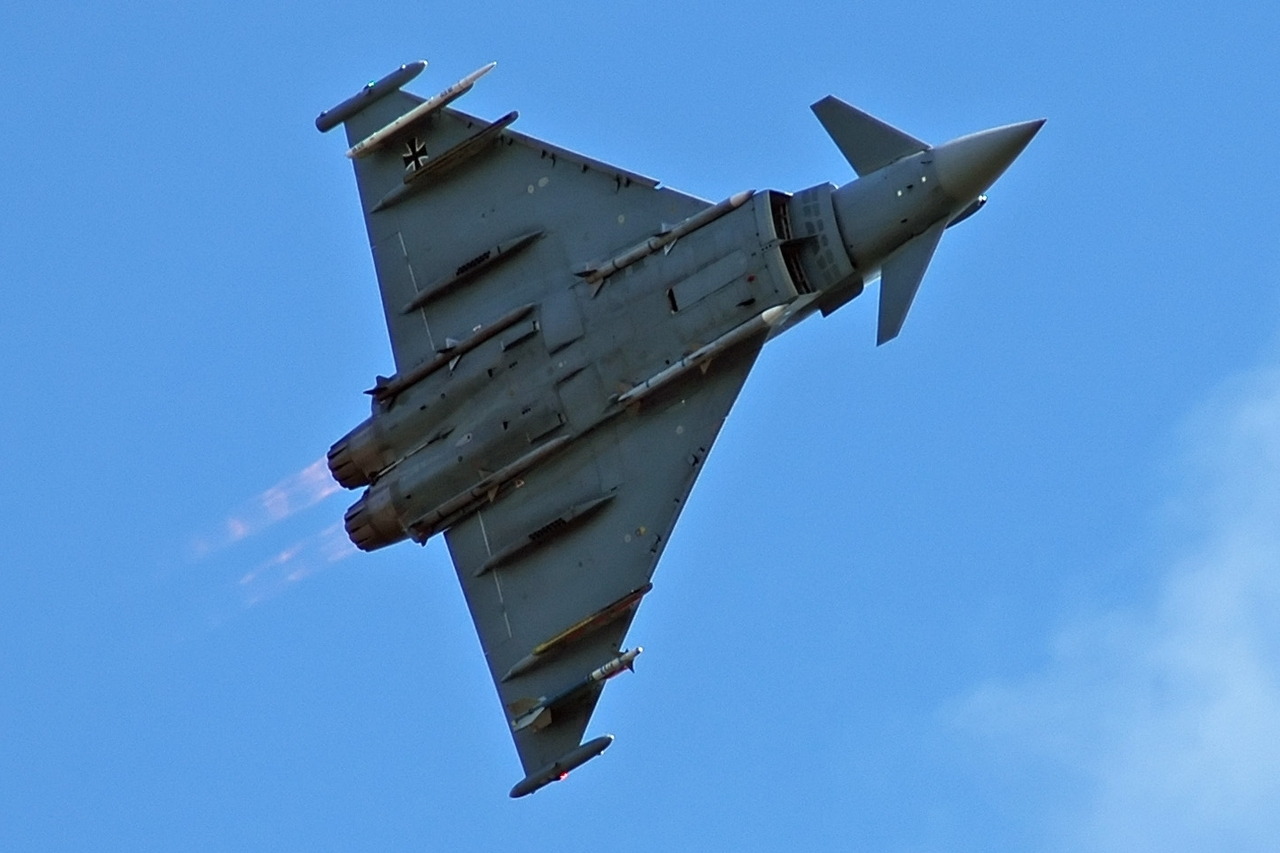
یوروفایتر تایفون

در حالی که اصول اولیه طراحی هواپیما برای جلوگیری از شناسایی راداری از دهه ۱۹۶۰ شناخته شده بود، اما تا زمانی که مواد جاذب رادار یافت شدند، تولید هواپیماهای دارای سطح مقطع راداری بسیار پایین عملی نشد. در طول دهه ۱۹۷۰، فناوری‌های اولیهٔ رادارگریزی، منجر به ساخت هواپیمای تهاجم زمینی لاکهید اف-۱۱۷ نایت‌هاوک شد.

## نسل ۴٫۵

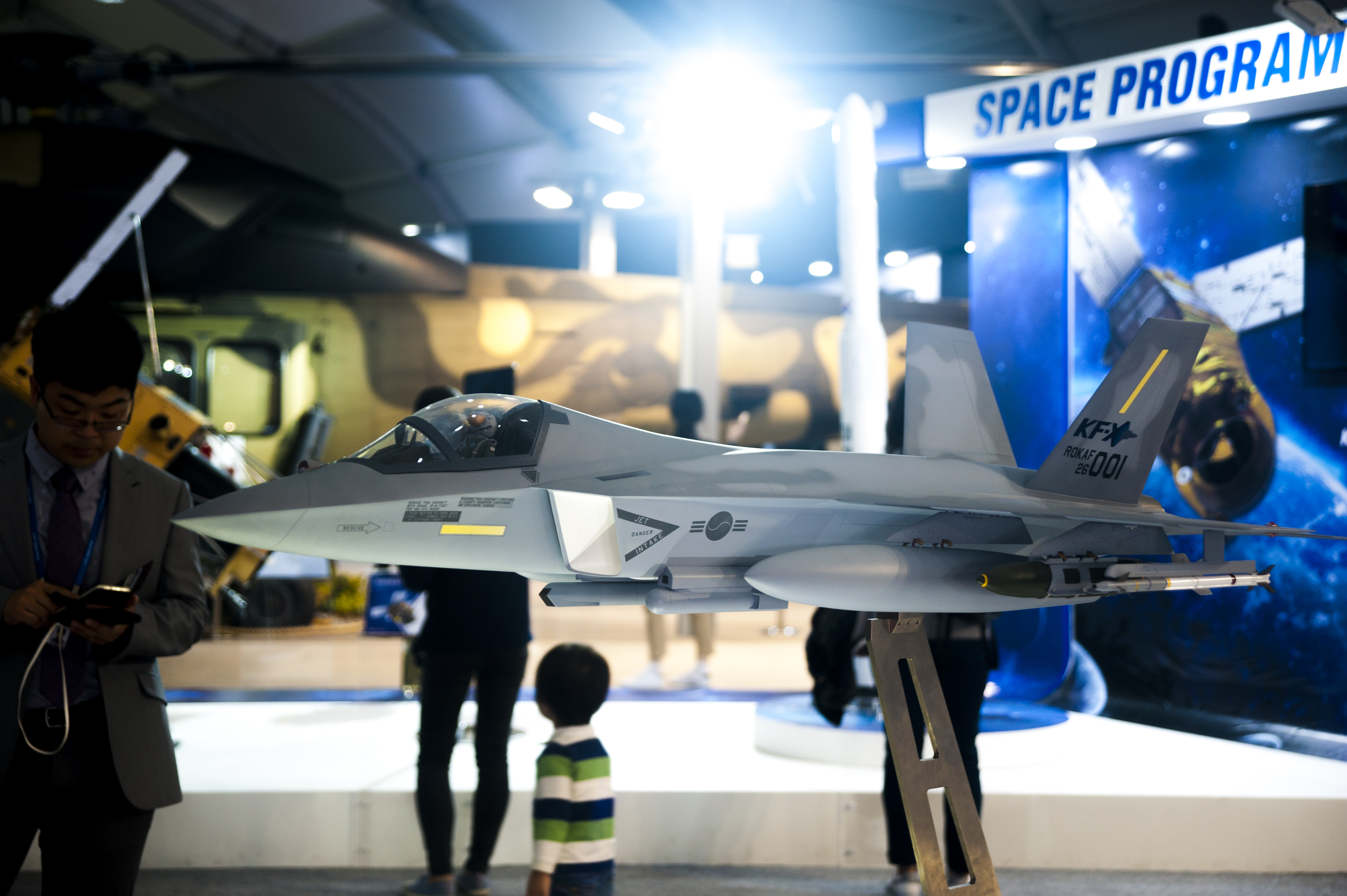
KAI KF-21 Boramae

اصطلاح نسل ۴٫۵ اغلب برای اشاره به جنگنده‌های جدید یا پیشرفته‌ای استفاده می‌شود که در دهه ۱۹۹۰ ظاهر شدند و برخی از ویژگی‌های جنگنده‌های نسل پنجم را داشتند اما فاقد ویژگی‌های دیگر بودند، به‌کار می‌رود؛ بنابراین، جنگنده‌های نسل ۴٫۵ عموماً ارزان‌تر، ساده‌تر و مدت زمان طراحی و توسعهٔ کوتاه‌تری نسبت به جنگنده‌های نسل پنجم حقیقی دارند، در حالی‌که برتری‌های قابل توجهی نسبت به سایر جنگنده‌های نسل چهار دارند. این قابلیت‌ها شامل سنسورهای یکپارچهٔ پیشرفته، آرایه اسکن الکترونیکی فعال، قابلیت پرواز ابرپیمایشی، ابرمانورپذیری، قابلیت استفاده به عنوان جنگنده‌های چندمنظوره و کاهش سطح مقطع راداری هستند.
جنگنده‌های نسل ۴٫۵، مانند داسو رافال و یوروفایتر تایفون، دارای سیستم‌های هدف‌گیری، جستجو و ردیابی فروسرخ PIRATE-IRST هستند.
جی‌اف-۱۷ تاندر محصول مشترک پاکستان و چین و چنگدو جی-۱۰ چینی از یک ورودی مافوق صوت بدون انحراف استفاده می‌کنند، در حالی که در تولید جنگندهٔ هال تجاس ساخت هند، از پلیمر تقویت شده با الیاف کربن (CFC) استفاده می‌شود. جنگندهٔ آی‌ای‌آی لاوی، ساخت اسرائیل نیز، از یک کانال اس استفاده می‌کند که انعکاس امواج راداری را کاهش دهد.